# هیزل‌وود، استرالیای جنوبی
هیزل‌وود (به انگلیسی: Hazelwood Park) یک حومه شهر در استرالیا است که در استرالیای جنوبی واقع شده‌است.